# Seevetal
Seevetal är en kommun i Landkreis Harburg i Niedersachsen, Tyskland. Kommunen bildades 1 juli 1972 genom en sammanslagning av 19 kommuner och namnet på kommunen kommer ifrån floden Seeve. Kommunen ligger vid motorvägarna A1, A7 och A250.